# Плам Бранч (Јужна Каролина)
Плам Бранч (енгл. Plum Branch) град је у америчкој савезној држави Јужна Каролина.

## Демографија
По попису из 2010. године број становника је 82, што је 16 (-16,3%) становника мање него 2000. године.
| Група             | 2000.      | 2010.      |
| Белци             | 77 (78,6%) | 59 (72,0%) |
| Афроамериканци    | 21 (21,4%) | 20 (24,4%) |
| Азијати           | 0 (0,0%)   | 0 (0,0%)   |
| Хиспаноамериканци | 0 (0,0%)   | 0 (0,0%)   |
| Укупно            | 98         | 82         |